# Gabriel Teixeira
Gabriel Teixeira Aragão (Maracanaú, Ceará, 1 de abril de 2001), conocido como Biel, es un futbolista brasileño que juega de delantero en el Atlético Mineiro del Campeonato Brasileño de Serie A.

## Trayectoria
Nacido en Maracanaú, Ceará, jugó para el Brasília F. C. y al E. C. Bahia antes de incorporarse a la cantera del Fluminense F. C. a los 12 años. El 24 de diciembre de 2020, tras sus préstamos en el F. C. ŠTK 1914 Šamorín y en el A. E. R. Santo Ângelo, renovó su contrato hasta diciembre de 2023.
Debutó con el primer equipo del Flu el 4 de marzo de 2021, siendo titular en la derrota a domicilio por 1-2 del Campeonato Carioca contra el Resende F. C. Siete días después volvió a ampliar su contrato hasta 2024.
El 25 de abril de 2021 marcó su primer gol en la categoría absoluta, anotando el cuarto de su equipo en el triunfo por 4-1 en casa contra el Madurita E. C.

## Estadísticas

### Clubes
Actualizado al último partido disputado el 19 de enero de 2023.
| Club                      | Div.          | Temporada     | Liga  | Liga  | Liga   | Estatal | Estatal | Estatal | Copas nacionales | Copas nacionales | Copas nacionales | Copas internacionales | Copas internacionales | Copas internacionales | Total | Total | Total  |
| Club                      | Div.          | Temporada     | Part. | Goles | Asist. | Part.   | Goles   | Asist.  | Part.            | Goles            | Asist.           | Part.                 | Goles                 | Asist.                | Part. | Goles | Asist. |
| ------------------------- | ------------- | ------------- | ----- | ----- | ------ | ------- | ------- | ------- | ---------------- | ---------------- | ---------------- | --------------------- | --------------------- | --------------------- | ----- | ----- | ------ |
| Fluminense F. C. · Brasil | 1.ª           | 2021          | 0     | 0     | 0      | 2       | 0       | 0       | 0                | 0                | 0                | 1                     | 0                     | 0                     | 3     | 0     | 0      |
| Fluminense F. C. · Brasil | Total club    | Total club    | 0     | 0     | 0      | 2       | 0       | 0       | 0                | 0                | 0                | 1                     | 0                     | 0                     | 3     | 0     | 0      |
| Grêmio · Brasil           | 2.ª           | 2022          | 33    | 5     | 5      | 0       | 0       | 0       | 0                | 0                | 0                | ―                     | ―                     | ―                     | 33    | 5     | 5      |
| Grêmio · Brasil           | Total club    | Total club    | 33    | 5     | 5      | 0       | 0       | 0       | 0                | 0                | 0                | 0                     | 0                     | 0                     | 33    | 5     | 5      |
| E. C. Bahia · Brasil      | 1.ª           | 2023          | 0     | 0     | 0      | 3       | 2       | 1       | 0                | 0                | 0                | ―                     | ―                     | ―                     | 3     | 2     | 1      |
| E. C. Bahia · Brasil      | Total club    | Total club    | 0     | 0     | 0      | 3       | 2       | 1       | 0                | 0                | 0                | 0                     | 0                     | 0                     | 3     | 2     | 1      |
| Total carrera             | Total carrera | Total carrera | 33    | 5     | 5      | 5       | 2       | 1       | 0                | 0                | 0                | 1                     | 0                     | 0                     | 39    | 7     | 6      |

## Palmarés

### Títulos estatales
| Título            | Club        | Estado | Año  |
| ----------------- | ----------- | ------ | ---- |
| Campeonato Baiano | E. C. Bahia | Bahía  | 2023 |

### Títulos nacionales
| Título           | Club           | País     | Año  |
| ---------------- | -------------- | -------- | ---- |
| Primeira Liga    | Sporting C. P. | Portugal | 2025 |
| Copa de Portugal | Sporting C. P. | Portugal | 2025 |